# Mănăstirea Rafaila
Mănăstirea Rafaila este o mănăstire ortodoxă din România situată în satul Rafaila, județul Vaslui. Biserica mănăstirii este clasată ca monument istoric, cod LMI VS-II-m-B-06873.